# Ioan Bob
Ioan Bob (lat. Joannes Babb, węg. Bobb János, ur. 14 października 1739 w Ormanie, zm. 2 października 1830 w Blaju) – duchowny greckokatolicki, biskup Fogaraszu i zwierzchnik rumuńskich grekokatolików (1784–1830), działacz religijny, polityczny i społeczny w Siedmiogrodzie.

## Życiorys
Urodził się 14 października 1739 r. we wsi Orman na terenie Królestwa Węgier w obrębie monarchii habsburskiej (obecnie gmina Iclod, okręg Kluż w północno-zachodniej Rumunii). Pochodził z rodziny szlacheckiej. Jego ojcem był Andrei Bob z Copalnic-Mănăștur, matką – Candida Timandi.
Uczęszczał do szkoły początkowej w Klużu i tam też ukończył kolegium jezuickie. W 1764 r. wstąpił do bazyliańskiego nowicjatu w Blaju, z czego jednak szybko zrezygnował. Został świeckim administratorem w klasztorze. Następnie z polecenia biskupa Maiora udał się do Trnawy, gdzie ukończył na studia teologiczne. Po powrocie do Blaju został wyświęcony na diakona 25 grudnia 1777, a 8 kwietnia 1778 roku otrzymał święcenia prezbiteriatu. Początkowo pracował w kurii diecezjalnej, ale wkrótce został dziekanem Daia Română, a następnie Târgu Mureș.
W 1782 r. zwierzchnik rumuńskiego Kościoła greckokatolickiego, biskup Făgăraș Grigore Maior, złożył rezygnację ze swojego stanowiska. Zgodnie z praktyką Kościołów wschodnich został zwołany synod, na którym w sierpniu 1782 r. dokonano elekcji nowego hierarchy. Ioan Bob uzyskał w głosowaniu zaledwie trzecie miejsce, mimo to został wyznaczony na biskupa przez cesarza Józefa II (21 października 1783 r.). Stało się tak prawdopodobnie dlatego, że Bob jako jedyny z kandydatów nie był zakonnikiem. Nominacja została potwierdzona przez papieża Piusa VI 15 grudnia 1783 r.
Ioan Bob został konsekrowany 6 czerwca 1784 r. przez Grigore'a Maiora, a 2 lipca 1784 r. odbył ingres do katedry Świętej Trójcy w Blaju.
Nowy biskup był gorącym orędownikiem praw ludności rumuńskiej w monarchii habsburskiej. Wraz z prawosławnym biskupem siedmiogrodzkim Gerazymem podpisał i przedstawił 30 marca 1792 r. na dworze w Wiedniu Supplex Libellus Valachorum Transsilvaniae, petycję zawierającą rumuńskie postulaty. Memoriał ten został jednak odrzucony.
Ioan Bob reprezentował autorytarny model przywództwa w Kościele, co doprowadziło również do kilku starć (m.in. z Ionem Budai-Deleanu).
Napisał słownik rumuńsko-węgiersko-łaciński, opublikowany w Klużu (1822-1823), zawierający około 11 000 rumuńskich słów z ich odpowiednikami łacińskimi i węgierskimi. Propagował druk książek religijnych, podręczników i dzieł teologicznych. Poparł również wydanie Biblii w języku rumuńskim (przetłumaczona przez Samuila Micu Kleina i opublikowana w Blaju w 1795 r. jako drugi w historii przekład Pisma Świętego na rumuński).
Zmarł 2 października 1830 r. w Blaju.